# Batalla de Soissons (718)

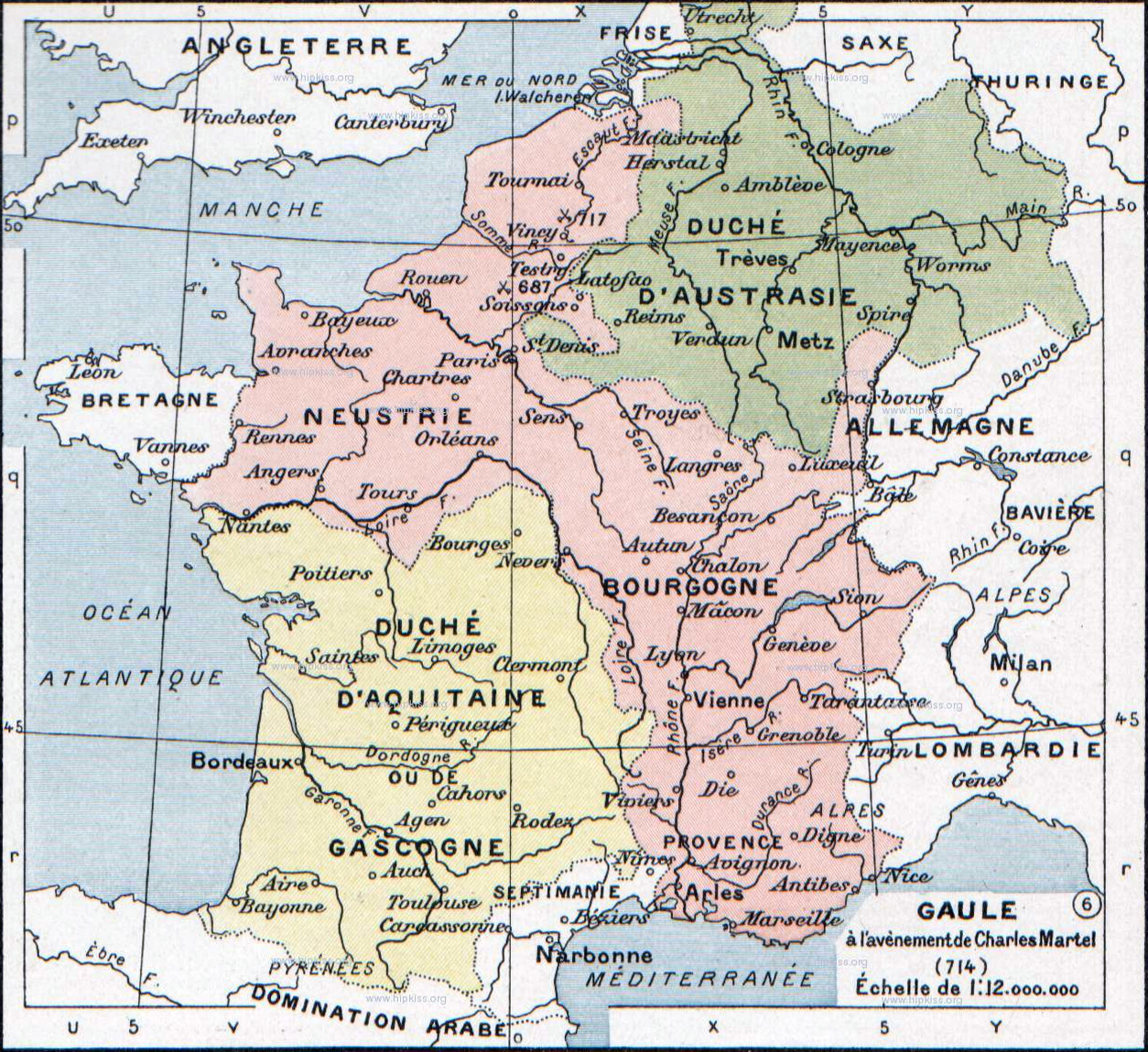
Soissons es una localidad y comuna francesa situada en el departamento de Aisne, en la región de Picardía.

La batalla de Soissons del 718 fue la última gran batalla campal de la guerra civil entre los herederos de Pipino de Heristal. Tras la muerte de este en diciembre de 714, su nieto y heredero Teodoaldo, su viuda Plectruda, su hijo de bastardo Carlos Martel, su sucesor como mayordomo de palacio en Neustria Ragenfrido y el nuevo rey Chilperico II se enzarzaron en una guerra por el poder. Aunque Ragenfrido y Chilperico obtuvieron al principio algunas victorias y Plectruda y Teodoaldo pronto quedaron apartados de la contienda, fue Carlos el que finalmente se impuso a sus rivales.
Después de su derrota en la batalla de Vincy, Chilperico y Ragenfrido se coligaron con Odón el Grande, duque independiente de Aquitania, y marcharon hacia Soissons. Para desgracia suya, Carlos Martel lo había previsto y los aguardaba al frente de un ejército de veteranos, muchos de los cuales pasaron su vida sirviéndolo en distintas campañas. Este ejército venció fácilmente a las huestes enemigas cerca de Soissons. El rey huyó con el duque al sur del Loira y Ragenfrido se refugió en Angers. Odón pronto pactó con el vencedor y le entregó a Chilperico; Ragenfrido también hizo al poco las paces con Carlos. Así concluyó la guerra con la victoria clara de este.
Carlos optó por no ajusticiar a sus enemigos; su sobrino, bien tratado, llegó incluso a servir en su ejército. El mismo trato cortés tuvo su abuela Plectruda. También perdonó la vida al rey depuesto, Chilperico, y a su mayordomo, Ragenfrido. Chilperico fue proclamado rey de todos los francos en el 719, a cambio de que nombrase mayordomo de los reinos a Carlos, pero falleció al año siguiente.